# Василова Яна Сергіївна

## З життєпису
У листопаді 2019 року стала бронзовою призеркою чемпіонату світу з більярду серед юніорів.
2020 року в липні стала золотою призеркою чемпіонату України з комбінованої піраміди серед жінок.
2023 року у лютому стала Чемпіонкою України з Комбінованої піраміди.
2024 року у листопаді стала Чемпіонкою України, та здобула звання Майстра Спорту